# Quadrastichus plaquoi
Quadrastichus plaquoi is een vliesvleugelig insect uit de familie Eulophidae. De wetenschappelijke naam is voor het eerst geldig gepubliceerd in 2004 door Reina & La Salle.